# Zalla
Zalla és un municipi de la província de Biscaia, País Basc, pertanyent a la comarca de Encartaciones. Limita al nord amb Sopuerta; a l'oest amb Sopuerta i Balmaseda; al sud amb Valle de Mena (Burgos); al sud-est amb Gordexola i a l'est amb Gueñes.

## Història
En el segle ix, la repoblació que va afectar Sopuerta i Karrantza en el segle viii, durant el regnat d'Alfons I el Catòlic d'Astúries, va afectar Zalla. Aquest fet ho demostra la llegenda de Rubio Díaz d'Astúries, que passà de Lleó a viure a la Vall de Salcedo. Al marge de la llegenda, el fet demostra l'augment de la població i la fundació del Senyoriu de Salcedo, sota l'autoritat de Don Rubio. En el segle xii apareix Zalla en els documents. En aquest segle es va edificar la primera església de San Miguel de Zalla. En la baixa Edat Mitjana, va sofrir amb especial virulència les guerres de bàndols fins a la promulgació del Capitulat de Chinchilla de Monte-Aragón per part dels Reis Catòlics en 1480. Aprovat en 1394 el primer Fur de les Encartaciones, Zalla forma parteix de la Junta general de les Encartaciones des de llavors, com a concejo o república. El Concejo de Zalla (Çalla) es reunia enfront de l'Església de San Miguel. Zalla tenia un Alcalde que jutjava causes civils i criminals com a representant del Rei d'Espanya, càrrec que s'aconseguia per designació real, mitjançant compra de la vara per homes influents al Rei, fins que els veïns de Zalla reunits en Assemblea van decidir comprar ells mateixos la vara d'Alcalde, que els va ser concedida el 1694 per Carles II. El Síndic era qui representava a Zalla a la Junta d'Avellaneda, regia l'Ajuntament i s'encarregava de la hisenda municipal.
El 1630, Zalla s'uneix a la Junta del Senyoriu de Biscaia de Guernica, com anteiglesia independent, abandonant-la el 1740 per desavinences amb el Govern vizcaíno. El 1800 és obligada de nou per decret real a unir-se a ell com totes les Encartaciones. Durant tota l'Edat Moderna, Zalla sustentava la seva economia en la producció siderurgica tradicional amb multitud de ferreries a les ribes del Cadagua, i la producció de farina en molins hidràulics. També va tenir rellevància en l'agricultura, la producció de blat de moro i txacolí i es va veure afectat d'alguna forma pel comerç que passava per Balmaseda des de Castella. La industrialització va arribar a Zalla a la fi del segle xix. Les ferreries van entrar en crisi i van arribar noves fàbriques com Paperera Espanyola, Fàbrica de Paper de Fumar i la Societat Elèctrica Urrutia. En la segona meitat del segle xx, el municipi viu una expansió important convertint-se en el primer municipi de les Encartaciones quant a població.
El 1997, l'assassinat de José María Aguirre Larraona, agent de l'Ertzaintza, per part d'ETA, va fer que els focus de la premsa nacional van posar els seus objectius en Zalla, ja que Aguirre era veí del municipi. De la mateixa manera, l'any 2000, el regidor del Partit Popular del País Basc a Zalla, Israel Núñez va rebre una pallissa per part de simpatitzants de l'esquerra abertzale mentre passejava per la propera localitat de Balmaseda i Gemma Beltrán, regidora del PSE-EE es va veure obligada a dimitir del seu càrrec per l'obligació d'haver d'anar escortada per les amenaces d'ETA.

## Cultura popular
El poble de Zalla és conegut sobretot per la seva mitologia en on van estar molt esteses les supersticions en malignes éssers sobrenaturals, bruixots i bruixeria, on milers de devots que es creien posseïts pels esperits malignes passaven a l'any a la recerca de l'exorcisme corresponent, així als naturals de Zalla se'ls anomena per antonomàsia "Bruixots".

## Personatges destacats
- José de Urrutia y de las Casas: militar, cartògraf i enginyer (s.XVIII).
- Ricardo Urgoiti: industrial, intel·lectual i cineasta, (1900 - 1979).
- Patxi Lezama: escultor i escriptor, (1967).

## Política
Eleccions Municipals 2019: El PNB (Partit Nacionalista Basc); torna a ser la llista més votada a Zalla. La formació jeltzale, liderada per Juanra Urkijo Etxeguren, desbanca Aralar a l'alcaldia des de 2011: 
| Partit Polític                                           | Nombre de vots | % de vots a candidatures vàlides | Regidors |
| -------------------------------------------------------- | -------------- | -------------------------------- | -------- |
| Partit Nacionalista Basc (PNB)                           | 2.106          | 41,88%                           | 6        |
| Aralar (EBB / A)                                         | 2.087          | 41,50%                           | 5        |
| Partit Socialista d'Euskadi - Euskadiko Ezkerra (PSE-EE) | 352            | 7,00%                            | 1        |
| Euskal Herria Bildu (EH Bildu)                           | 444            | 8,83%                            | 1        |

Corporació municipal
| Alcalde          | Juanra Urkijo Etxeguren,    | PNB                            |
| Regidor          | Kepa Lambarri Camilo        | PNB                            |
| Regidor          | Rosana Martinez Perez       | PNB                            |
| Regidora         | Nerea Portugues Martinez    | PNB                            |
| Regidora         | Raquel Unzueta Terreros     | PNB                            |
| Regidora         | Oihane Gonzalez Corino      | PNB                            |
| Regidor Portavoz | Joseba Andoni Zorrilla Ruiz | Aralar                         |
| Regidor Portavoz | Unai Diago Santamarina      | Aralar                         |
| Regidor Portavoz | Maria Gallarreta Ariño      | Aralar                         |
| Regidor Portavoz | Iñaki Ochoa Fernandez       | Aralar                         |
| Regidor Portavoz | Monica Encinillas Garcia    | Aralar                         |
| Regidor Portavoz | Nela de Diego Ruiz          | Euskal Herria Bildu (EH Bildu) |
| Regidor Portavoz | Josu Montaban Goicoeches    | PSE-EE (PSOE)                  |

| Període      | Nom de l'alcalde/-essa      | Partit polític | Data de possessió |
| ------------ | --------------------------- | -------------- | ----------------- |
| 1979 - 1983  | José Miguel Ochoa Peña      | PNB            | 19/04/1979        |
| 1983 - 1987  | José Miguel Ochoa Peña      | PNB            | 28/05/1983        |
| 1987 - 1991  | José María Gómez Basaguren  | PNB            | 30/06/1987        |
| 1991 - 1995  | Leandro Capetillo Larrinaga | PNB            | 15/06/1991        |
| 1995 - 1999  | Leandro Capetillo Larrinaga | PNB            | 17/06/1995        |
| 1999 - 2003  | Leandro Capetillo Larrinaga | PNB            | 03/07/1999        |
| 2003 - 2007  | Leandro Capetillo Larrinaga | PNB            | 14/06/2003        |
| 2007 - 2011  | Leandro Capetillo Larrinaga | PNB            | 16/06/2007        |
| 2011 - 2015  | Javier Potillo Berasaluze   | Aralar         | 11/06/2011        |
| 2015 - 2019  | Javier Potillo Berasaluze   | Aralar         | 13/06/2015        |
| 2019 - 2023  | Juanra Urkijo Etxeguren     | PNB            | 15/06/2019        |
| Des del 2023 | n/d                         | n/d            | 17/06/2023        |